# Gelijkheidsaxioma
In de verzamelingenleer stelt het gelijkheidsaxioma, of de grondstelling van extensionaliteit, dat twee verzamelingen gelijk zijn als ze precies dezelfde elementen hebben.

## Formele verklaring
In de taal van de predicatenlogica, waarin de symbolen {\displaystyle \in }, de existentiële kwantor {\displaystyle \exists }, de universele kwantor {\displaystyle \forall }, en de logische symbolen {\displaystyle \lor ,\land ,\neg } worden gebruikt, kan het gelijkheidsaxioma als volgt geformuleerd worden:
{\displaystyle \forall x\forall y\,(x=y\Longleftrightarrow \forall z\,(z\in x\Longleftrightarrow z\in y))}
In woorden: twee verzamelingen {\displaystyle x} en {\displaystyle y} zijn gelijk aan elkaar, dan en slechts dan, als elk element van {\displaystyle x} ook een element is van {\displaystyle y} en omgekeerd elk element van {\displaystyle y} ook een element is van {\displaystyle x}.